# Juan Holgado
Juan Carlos Holgado Romero (Dierdorf, 16 aprile 1968) è un arciere spagnolo.

## Palmarès
- Giochi olimpici

Barcellona 1992: oro nella gara a squadre.